# 李盛林
李盛林（？—2008年2月1日），男，吉林省吉林市人，中华人民共和国政治人物，曾任国有重点大型企业监事会主席，因病于2008年2月1日在北京逝世，享年61岁。